# Astragalus gregarius
Astragalus gregarius är en ärtväxtart som beskrevs av I.Deml. Astragalus gregarius ingår i släktet vedlar, och familjen ärtväxter. Inga underarter finns listade i Catalogue of Life.